# Crystal River
Crystal River är en ort i Citrus County, Florida, USA.